# Jaromír Krejcar
Jaromír Krejcar (* 25. Juli 1895 in Hundsheim, Österreich-Ungarn; † 5. Oktober 1950 in London) war ein tschechoslowakischer Architekt, Designer, Hochschulprofessor und Architekturtheoretiker. Er engagierte sich stark in der avantgardistischen Bewegung in der Tschechoslowakei und war aktives Mitglied der Avantgardevereinigung Levá fronta. Krejcar gehörte zu den wichtigsten Vertretern des Purismus und später des Funktionalismus in der Tschechoslowakei.

## Leben
Jaromír Krejcar, gelernter Maurer, studierte an der Industriebauschule in Prag. Danach arbeitete er als Bauleiter. 1918 bis 1921 studierte er Architektur bei Jan Kotěra an der Akademie der Bildenden Künste Prag. Nach zwei Jahren Arbeit im Atelier des Architekten Josef Gočár machte er sich selbstständig. In den 1920er Jahren trat er der Avantgarde-Gruppe Devětsil bei, in der er in der Architektur-Sektion Architekti Devětsilu (ARDEV, Architekten des Devětsil) aktiv war, in den 1930er Jahren engagierte er sich in der Nachfolgegruppierung Levá fronta, in der er in der Sektion Architektonická sekce Levé fronty (AsLeF, Architektonische Sektion der LeF) arbeitete.
In den Jahren 1934/1935 war er am staatlichen Institut für die Stadt- und Investitionsplanung GIPROGOR in Moskau beschäftigt. Während dieses Aufenthalts musste er zahlreiche Berichte über Stalins Säuberungen zur Kenntnis nehmen; Krejcar, der im Hotel Lux in der Gorki-Straße wohnte, notierte – noch vor dem eigentlichen Großen Terror –, dass zahlreiche Mitbewohner durch die Geheimpolizei NKWD abgeführt wurden und nie zurückkamen. Die Enttäuschung über die Liquidierung der sowjetischen Avantgarde und die direkte Erfahrung mit der sowjetischen Realität veranlasste Krejcar, die Sowjetunion jäh zu verlassen.
Während des Krieges lebte und arbeitete Krejcar in London. Nach seiner Rückkehr in die befreite Tschechoslowakei (wo er kurz an der Technischen Universität Brünn lehrte) und nach der kommunistischen Machtübernahme 1948 emigrierte er das zweite Mal nach London, wo er eine Professur an der Architectural Association School of Architecture in London erhielt.
Jaromír Krejcar war dreimal verheiratet, seine zweite Frau war Milena Jesenská.

### Krejcar als Architekt
Krejcar wird zu den wichtigsten Vertretern der funktionalistischen Avantgarde in der Architektur in der Tschechoslowakei gezählt. Er wurde bekannt durch seine unkonventionellen Lösungen in der Konstruktion von Gebäuden, er widmete seine Zeit aber auch dem Möbeldesign und der Innenarchitektur. Sein Pavillon, erbaut im Sinne des sowjetischen Formalismus anlässlich der Internationalen Ausstellung der Kunst und Technik 1937 in Paris, gehört zu den wichtigsten Zeugnissen der tschechoslowakischen Architekturavantgarde.
Sein Werk wurde besonders in der Anfangszeit stark durch Le Corbusier beeinflusst, später auch vom Konstruktivismus. Der von ihm 1922 herausgegebene Sammelband „Život“ („La vie“) enthielt viele Arbeiten, darunter von Le Corbusier selbst, die zum ersten Mal in der Tschechoslowakei dem Publikum zugänglich gemacht wurden. Wie Karel Teige jedoch später berichtete, hielt Krejcar die Orientierung an die Vorbilder des sowjetischen Konstruktivismus für den Beweis eines sozialistischen Standpunktes, während die Vertreter des Purismus von Le Corbusiers für ihn kapitalistische Standpunkte darstellen.
Krejcar, der durch die Bauhaus-Architektur beeinflusst war, nahm an der Bauhaus-Ausstellung 1923 in Weimar teil, er vertrat eine Zeitlang auch die geschäftlichen Interessen von Bauhaus in der Tschechoslowakei.

## Werke (Auswahl)

### Gebäude (Auswahl)

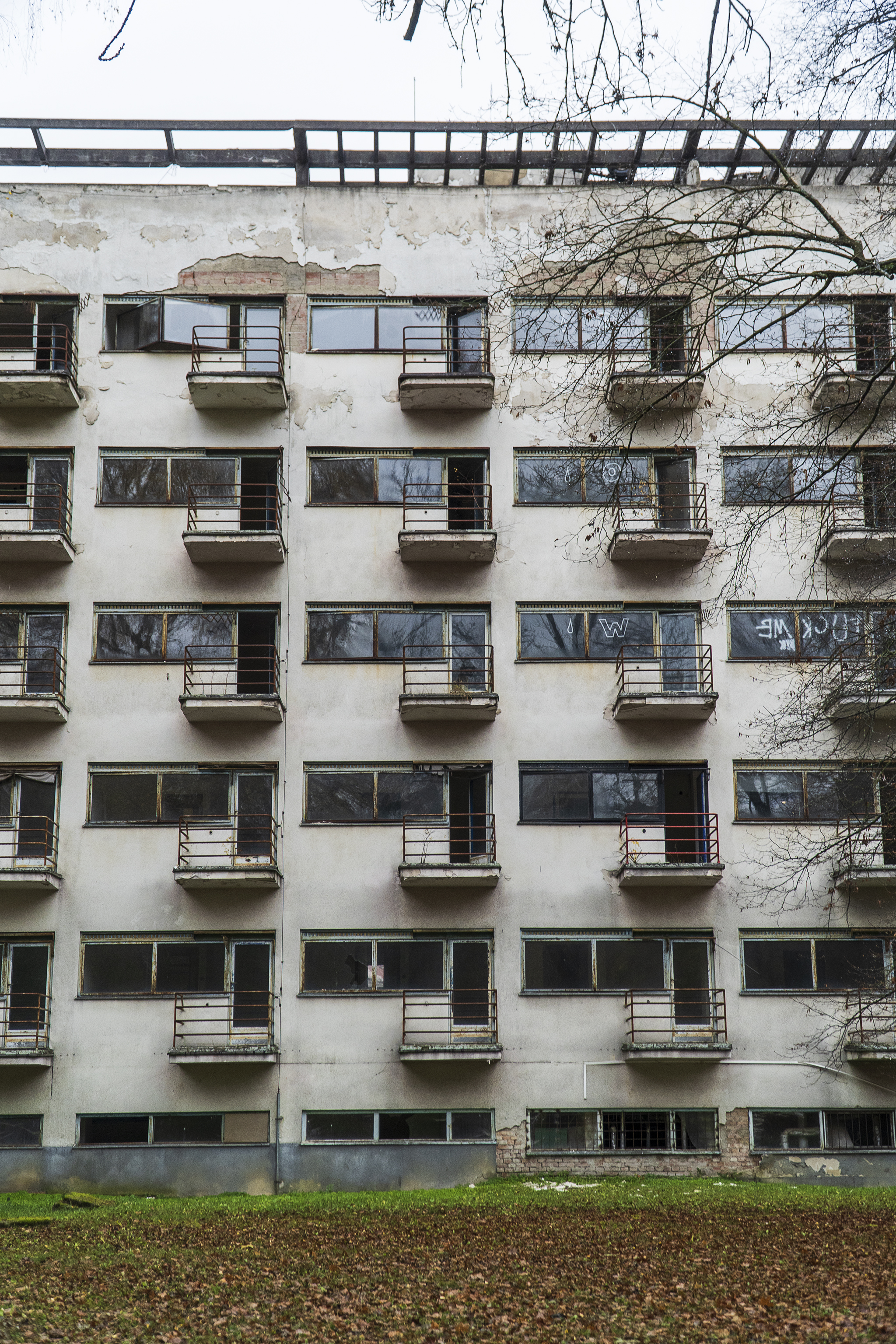
Sanatorium Machnáč, Trenčianske Teplice

- Villa für Vladislav Vančura, Zbraslav (bei Prag), 1926–29
- Mietshaus in Domažlická ul., Prag, 1923–24 (zus. mit Kamil Roškot)
- Olympic, Geschäfts-, Büro und Mietshaus, Spálená 75, Prag, 1924–27
- Villa, Nad olšinami 4, Prag, 1926
- Gibiáns Villa, Charlese de Gaulla 2, Prag, 1927–29
- Bürohaus der Körperschaft selbständiger Beamter, Prag, 1930–31
- Sanatorium Machnáč, Trenčianske Teplice, 1929–32
- Regulierungsplan für Strakonice, 1930
- Projekt des Umbaus des Verkehrsnetzes in Prag, 1931 (zus. mit J. Špalek)
- Tschechoslowakischer Pavillon, Internationale Ausstellung der Kunst und Technik 1937, Paris

### Veröffentlichungen (Auswahl)
- Herausgabe des Sammelbandes "Život" (Nr. 2 der gleichnamigen Sammelbandreihe) mit Material über Purismus und Konstruktivismus, u. a. mit Texten von Le Corbusier, Výtvarný odbor umělecké besedy, Prag 1922, 226 Seiten[7]
- L’architecture contemporaine en Tchécoslovaquie, Orbis, Prag 1928
- Jaromír Krejcar: Wettbewerbsentwurf für Parlamentsgebäude, Prag 1928